# Karoo (cràter)
Karoo és un cràter de l'asteroide del cinturó principal (253) Mathilde, situat amb el sistema de coordenades planetocèntriques a 33.5 ° de latitud nord i 98.4 ° de longitud est. Fa un diàmetre de 33.4 km. El nom va ser fet oficial per la UAI l'any 2000 i fa referència a Karoo, conca de carbó de Sud-àfrica.